# Planoles
Planoles (em catalão e oficialmente) ou Planolas (em castelhano) é um município da Espanha na comarca de Ripollès, província de Girona, comunidade autónoma da Catalunha. Tem 18,7 km² de área e em 2021 tinha 311 habitantes (densidade: 16,6 hab./km²).

## Demografia
| Variação demográfica do município entre 1991 e 2004[carece de fontes?] | Variação demográfica do município entre 1991 e 2004[carece de fontes?] | Variação demográfica do município entre 1991 e 2004[carece de fontes?] | Variação demográfica do município entre 1991 e 2004[carece de fontes?] |
| ---------------------------------------------------------------------- | ---------------------------------------------------------------------- | ---------------------------------------------------------------------- | ---------------------------------------------------------------------- |
| 1991                                                                   | 1996                                                                   | 2001                                                                   | 2004                                                                   |
| 246                                                                    | 265                                                                    | 277                                                                    | 304                                                                    |